# Hilding Rosenberg
Hilding Constantin Rosenberg (ur. 21 czerwca 1892 w Bosjökloster w prowincji Skania, zm. 19 maja 1985 w Sztokholmie) – szwedzki kompozytor.

## Życiorys
W dzieciństwie uczył się gry na fortepianie i organach. W latach 1914–1918 pobierał lekcje fortepianu u Richarda Anderssona w Sztokholmie. Od 1915 do 1916 roku studiował też kompozycję u Ernsta Ellberga w Królewskiej Akademii Muzycznej. W latach 1920–1921 odbył podróż do Berlina, Drezna, Wiednia i Paryża, w trakcie której zapoznał się z nowymi trendami w muzyce (Schönberg, Hindemith, Strawinski, grupa Les Six). W Dreźnie uczył się dyrygentury u Hermanna Scherchena, po powrocie do Szwecji studiował natomiast kontrapunkt u Wilhelma Stenhammara.
Występował jako pianista solista i kameralista. W 1926 roku nawiązał współpracę z reżyserem teatralnym Perem Lindbergiem, która zaowocowała powstaniem muzyki do ponad 40 spektakli. W latach 1932–1934 był dyrygentem Opery Królewskiej w Sztokholmie. Występował gościnnie jako dyrygent w Szwecji i za granicą. W latach 1951–1954 wicedyrektor Królewskiej Akademii Muzycznej. Doktor honoris causa uniwersytetu w Uppsali (1957).

## Twórczość
Uważany za najważniejszą postać szwedzkiej muzyki XX wieku. W okresie młodzieńczym tworzył pod wpływem Jeana Sibeliusa, w latach 20. dokonał jednak radykalizacji swojego języka muzycznego, pod wpływem kontaktu z nowoczesną muzyką europejską rozszerzając spektrum środków stylistycznych i technicznych. Posługiwał się techniką kontrapunktyczną ukształtowaną z jednej strony pod wpływem Hindemitha, z drugiej strony nawiązującą do tradycji muzyki kościelnej i J.S. Bacha. W swojej twórczości sięgał też po motywy ludowe. Do grona jego uczniów należeli Karl-Birger Blomdahl, Ingvar Lidholm i Sven-Erik Bäck.

## Ważniejsze kompozycje
(na podstawie materiałów źródłowych)

### Utwory orkiestrowe
- 8 symfonii (I 1917 zrewid. 1919, II „Sinfonia grave” 1935, III „De fyra livsåldrarna” 1939, IV „Johannes uppenbarelse” na baryton, chór i orkiestrę 1940, V „Hortulanus (Örtagårdsmästaren)” na alt, chór i orkiestrę 1944, VI „Sinfonia semplice” 1951, VII 1968, VIII „In candidum” na chór i orkiestrę 1974)
- Adagio (1915)
- 3 fantasistycken (1918)
- Sinfonia da chiesa (nr 1 1923 zrewid. 1950, nr 2 1924)
- Overtura piccola (1934)
- Symphonie concertante na skrzypce, altówkę, obój, fagot i orkiestrę (1935)
- Adagio funèbre (1940)
- suita I bergakungens sal (1940)
- Overtura bianca-negra (1946)
- Symfonia na instrumenty dęte i perkusję (1966)
- suita na temat szwedzkich tańców ludowych na orkiestrę smyczkową (1927)
- Concerto (nr 1 na smyczki 1946, nr 2 1949, nr 3 Louisville 1954, nr 4 na smyczki 1966)
- Ingresso solenne del premio Nobel (1952)
- Riflessioni na smyczki (nr 1 1959, nr 2 1960, nr 3 1960)
- Metamorfosi sinfoniche nr 1–3 (1963–1964)

### Koncerty na instrumenty solowe i orkiestrę
- 2 koncerty skrzypcowe (I 1924, II 1951)
- koncert na trąbkę (1928)
- 2 koncerty wiolonczelowe (I 1939, II 1953)
- koncert altówkowy (1942)
- koncert fortepianowy (1950)

### Utwory kameralne
- 12 kwartetów smyczkowych (I 1920, II 1924, III „Quartetto pastorale” 1926, IV 1939, V 1949, VI 1954, VII–XI 1956, XII „Quartetto riepilogo” 1956)
- Trio na flet, skrzypce i altówkę (1921)
- 3 sonaty na skrzypce solo (I 1921, II 1953, III 1963 zrewid. 1967)
- 2 sonaty skrzypcowe (1926, 1940)
- Trio na obój, klarnet i fagot (1927)
- Taffelmusik na trio fortepianowe i orkiestrę kameralną (1939)
- Kwintet dęty (1959)
- Sonata na flet solo (1959)
- Sonata na klarnet solo (1960)

### Pieśni
- Grekiska strövtåg na głos, recytatora, flet i fortepian (1940)
- Åt jordgudinnan na mezzosopran lub baryton, flet, klarnet, lutnię i trio smyczkowe do słów Johannesa Edfelta(inne języki) (1960)
- Dagdrivaren  na baryton i orkiestrę do słów Svena Alfonsa(inne języki) (1962)

### Utwory chóralne
- oratorium Den heliga natten do słów Hjalmara Gullberga(inne języki) (1936)
- oratorium Perserna (1937)
- oratorium Huvudskalleplats (1938, zrewid. 1964–1965)
- oratorium Svensk lagsaga (1942)
- oratorium Hymnus (1965)
- kantata Julhymn av Romanus (1941)
- kantata Lyrisk svit (1954)

### Utwory sceniczne
- opera Resa till Amerika (1932)
- opera dziecięca Spelet om St. Örjan (1937, zrewid. 1941)
- opera Marionetter (1938)
- opera dziecięca De två konungadöttrarna (1940)
- opera Lycksalighetens ö (1943)
- opera-oratorium Josef och hans bröder, libretto według Thomasa Manna (1946–1948)
- opera Kaspers fettisdag, libretto August Strindberg (1953)
- opera Porträttet, libretto według Nikołaja Gogola (1955, zrewid. 1963)
- opera Hus med dubbel ingång, libretto według Pedro Calderóna de la Barci (1969)
- pantomima Yttersta domen, libretto według Erika Axela Karlfeldta (1929)
- melodramat Prometheus och Ahasverus (1941)
- melodramat Djufars visa (1942)
- balet Orfeus i sta’n (1938)
- balet Eden (1946)
- balet Salome (1963)
- balet Sönerna (1964)
- balet Babels torn (1966)